# Little Hucklow
Little Hucklow – osada w Anglii, w hrabstwie Derbyshire, w dystrykcie Derbyshire Dales. Leży 46 km na północny zachód od miasta Derby i 227 km na północny zachód od Londynu.